# Stoißer Ache
Die Stoißer Ache ist ein 16,8 km langer linker Nebenfluss der Saalach im Landkreis Berchtesgadener Land. Sie entspringt an den Nordostabhängen des Stoißberges unterhalb der Stoißer Alm und mündet in unmittelbarer Nähe der Autobahnbrücke der BAB 8 bei Piding in die Saalach. Das Gewässer wird von der Wasserwirtschaftsverwaltung von der Quelle bis zur Mündung amtlich als Stoißer Ache bezeichnet, bisweilen wird aber auch für den letzten Abschnitt von Piding bis zur Mündung die Bezeichnung Pidinger Ache verwendet.